# Републикански път III-6001
Републикански път IIІ-6001 е третокласен път, част от Републиканската пътна мрежа на България, преминаващ изцяло по територията на Кюстендилска област, Община Кюстендил. Дължината му е 19,7 km.
Пътят се отклонява наляво при 9,2 km на Републикански път I-6 в северната част на село Гърляно и се насочва на север-северозапад през Каменишката котловина по долината на река Соволянска Бистрица (десен приток на Струма). След като премине през село Долно село напуска котловината и долината на реката, преодолява нисък вододел и в района на село Кутугерци слиза в долината на река Коприва (ляв приток на Соволянска Бистрица). Тук пътят зазива на запад, а след разклона за село Жеравино на юг-югозапад и се изкачва по долината на река Коприва в Чудинска планина. Преминава през село Бобешино и завършва в село Коприва в близост до границата ни със Северна Македония. Републикански път IIІ-6001 е най-западният републикански път в България.
| Пътища, отклоняващи се надясно (населено място, № на пътя, посока на пътя) | km   | Пътища, отклоняващи се наляво (посока на пътя, № на пътя, населено място) |
| -------------------------------------------------------------------------- | ---- | ------------------------------------------------------------------------- |
| Община Кюстендил, I-6, 9,2 km, с. Гърляно ←                                | 0,0  | ← с. Гърляно, 9,2 km, I-6, Община Кюстендил                               |
| (за с. Ръсово) общински път ←                                              | 1,2  |                                                                           |
|                                                                            | 3,3  | → общински път (за с. Раненци)                                            |
| (за с. Церовица) общински път, с. Долно село ←                             | 6    | → с. Долно село, общински път (за с. Гюешево)                             |
| с. Долно село                                                              | 6,5  | → с. Долно село, общински път (за с. Цървендол)                           |
| (за с. Кутугерци) общински път ←                                           | 9,5  |                                                                           |
| (за с. Црешново) общински път ←                                            | 14   |                                                                           |
| (за с. Жеравино) общински път ←                                            | 15,4 |                                                                           |
| с. Бобешино                                                                | 16,2 | с. Бобешино                                                               |
| с. Коприва                                                                 | 19,7 | с. Коприва                                                                |